# Палаты Левашовых
Палаты Левашовых — памятник архитектуры XVII—XIX вв. в Москве, объект культурного наследия регионального значения. Адрес основного здания: Староваганьковский переулок, дом 15, строение 3. В настоящее время здание отреставрировано.

## История
В основе здания была обнаружена кирпичная кладка конца XVII века. Достоверно история здания прослеживается лишь с середины XVIII века, однако есть сведения, что в этом месте могла располагаться усадьба Фёдора Леонтьевича Шакловитого, перешедшая после его опалы и казни по обвинению к заговоре к сподвижнику Петра I Автоному Иванову. Так или иначе, достоверно известно, что с 1738 года усадьба принадлежала генерал-аншефу В. Я. Левашову, а позже его потомкам — сыну и четырём внучкам (до 1828 года).
В 1838 году был отстроен двухэтажный флигель на заднем дворе (ныне строение 4, также выявленный объект культурного наследия, принадлежит школе имени Гнесиных). В 1877 году над двухэтажными палатами был надстроен третий этаж, а старые своды разобраны, что серьёзно исказило облик древнего здания.
Во второй половине XX века здание принадлежало библиотеке имени Ленина. В середине 1990-х годов в здании произошёл пожар. Здание горело еще несколько раз, перекрытия и часть заднего фасада в крыле XVIII века обрушились. РГБ так и не приступила к реставрационным работам, здание простояло заброшенным около 15 лет. Лишь в конце 2008 года были проведены некоторые противоаварийные работы. В феврале 2013 года, после смены пользователя, началась реставрация, которая проходила с перерывами. Тепловой контур памятника не был длительное время закрыт. В 2014 году Мосгорнаследием дано согласование на проведение работ по реставрации и приспособлению флигеля (строение 4) к современному использованию. С конца 2016 года заказчик работ — ООО «ЭлитНедвижимость», генподрядчик — ООО «Диалог Форм Строй», реставрационные работы — ООО «РСК ДЕКО СТРУКТУР». В октябре 2017 года приказом Департамента культурного наследия города Москвы утверждены границы территории ОКН; согласован Акт Государственной историко-культурной экспертизы (ГИКЭ) научно-проектной документации по приспособлению ОКН.

## Архитектурные особенности
Палаты XVII века, лежащие в основе здания, представляют собой необычный пример здания с разделением на женскую и мужскую половину, каждая из которых имела свои сени с выходами на передний и задние дворы. На фасадах палат под штукатуркой сохранились остатки богатых кирпичных наличников. При этом рисунок наличников на переднем и заднем фасадах различен. Сохранились следы заложенных входов в палаты, в том числе парадного входа, к которому примыкало красное крыльцо.